# Geoffroy Lejeune
Geoffroy Lejeune (Avignon, 3 september 1988) is een Franse schrijver, journalist en politiek commentator. Hij was sinds 2016 hoofdredacteur van het rechtse weekblad Valeurs actuelles. In augustus 2023 werd hij hoofdredacteur van Le Journal du Dimanche, dat toen eveneens een rechtse koers ging varen.

## Levensloop
Lejeune bracht een deel van zijn jeugd door in het Zuid-Franse Avignon. Hij volgde zijn middelbare schoolopleiding aan een college dat verbonden was met de Priesterbroederschap Sint Pius X, een congregatie van traditionalistische, soms zelfs fundamentalistische priesters. Op vijftienjarige leeftijd raakte hij bevriend met Marion Maréchal, kleindochter van Jean-Marie Le Pen.
Hij studeerde rechten aan de Universiteit van Aix-Marseille en vervolgens in Parijs, waar hij in 2011 afstudeerde aan de École supérieure de journalisme de Paris (ESJ Paris), terwijl hij tegelijkertijd parlementair medewerker was van Jean-Marc Roubaud, parlementslid voor de UMP (2002-2012). 
Lejeune begon zijn loopbaan als journalist bij het gematigd rechtse weekblad Le Point.

### Valeurs actuelles
In 2015 werd hij politiek redacteur van Valeurs actuelles, een rechts weekblad dat door sommigen beschouwd wordt als radicaal-rechts. Een jaar later werd hij hoofdredacteur, op dat moment de jongste hoofdredacteur van Frankrijk. Als redacteur behandelde hij het hele spectrum van rechtse politiek, van centrumrechts tot extreemrechts. Hij nam verschillende jonge journalisten aan, met een focus op onderzoeksjournalistiek. In april 2017 schreef hij een spottend commentaar op de linkse krant Le Monde, vanwege de lancering van de factchecking-app Decodex. Hij stelde voor dat Valeurs actuelles daarmee Le Monde zou gaan factchecken.
In september 2021 kreeg Lejeune door de rechter een boete van € 1500 opgelegd, nadat Valeurs actuelles schuldig werd bevonden aan haatzaaien door het publiceren van een fictief verhaal over de Gabonees-Franse politica Danièle Obono van de extreemlinkse partij La France insoumise, waarbij Obono in een spotprent werd afgebeeld als een achttiende-eeuwse tot slaaf gemaakte.
In juni 2023 werd hij ontslagen bij Valeurs actuelles na een conflict met de eigenaar van het tijdschrift, de Libanees-Franse zakenman Iskandar Safa, die vond dat Lejeune het blad te ver naar rechts had opgeschoven. In de loop van zijn ambtstermijn als hoofdredacteur daalde het aantal abonnees van het tijdschrift met 10% (wat in de periode vóór Lejeune ook was gebeurd) en het aantal bezoekers van de website met de helft.

### Le Journal du Dimanche
In 2023 werd het weekblad Le Journal du Dimanche overgenomen door mediagroep Vivendi, dat voor een groot deel eigendom is van de Franse miljardair Vincent Bolloré. Lejeune werd benoemd tot nieuwe hoofdredacteur, een benoeming die controversieel bleek. Meer dan vierhonderd prominenten uit de culturele en politieke wereld ondertekenden een open brief waarin ze zich verzetten tegen Lejeunes benoeming omdat het "voor het eerst sinds de bevrijding van Frankrijk was een groot nationaal nieuwsmedium gerund zou worden door een extreemrechtse persoonlijkheid." Mensenrechtengroep Reporters Without Borders stelde dat de benoeming "de redactionele onafhankelijkheid in de journalistiek zou bedreigen". Als reactie op de benoeming van Lejeune ging een deel van het personeel van Le Journal du Dimanche in staking, waardoor de krant voor het eerst in zijn geschiedenis twee opeenvolgende weken niet verscheen.

### Overige activiteiten
Lejeune is als politiek commentator actief op het tv-station Public Sénat en op de radiozenders Europe 1 en Sud Radio.

## Publicaties (selectie)
- Lejeune is de auteur van de politieke toekomstroman Une élection ordinaire ("een doodgewone verkiezing"), waarin de conservatieve essayist Éric Zemmour wordt verkozen tot president van Frankrijk. Het boek verscheen in oktober 2015, enkele maanden na het spraakmakende Soumission van Michel Houellebecq, waarin de presidentsverkiezingen gewonnen worden door de fictieve Mohammed Ben Abbes, de kandidaat van de moslimpartij.
- In 2019 vond een gesprek plaats tussen Lejeune en Houellebecq over de Rooms-Katholieke Kerk, waarbij gediscussieerd werd over liturgie, sociale organisatie, interreligieuze dialoog, de hel, christelijke kunst, wetenschap, politieke macht en seksualiteit. De vraag "kan de katholieke kerk haar oude glorie hervinden?" werd door beiden beantwoord met een "bijna vanzelfsprekend ja". Een Engelse versie van het gesprek werd in mei 2019 gepubliceerd in het Amerikaanse religieuze tijdschrift First Things. In oktober van dat jaar verscheen de Franse versie in Revue des Deux Mondes. In 2020 werd 'Conversation avec Geoffroy Lejeune' opgenomen in Interventions 2020, de verzamelde essays van Houellebecq. In 2022 werd 'Gesprek met Geoffroy Lejeune', vertaald in het Nederlands door Martin de Haan, opgenomen in de essaybundel Nader tot de ontreddering. De koude revolutie 2022.[3]
- In 2021 verscheen Zemmour Président, de la fiction à la réalité, een vervolg op Une élection ordinaire. Lejeune steunde vervolgens Zemmours kandidatuur bij de Franse presidentsverkiezingen van 2022.

- Bibliothèque nationale de France: cb170074436 (data)
- International Standard Name Identifier: 0000 0004 5341 1137
- Réseau des bibliothèques de Suisse occidentale: 02-A026150874
- Système universitaire de documentation: 251551210
- Virtual International Authority File: 14144928027454340628